# Vesterbro/Kongens Enghave

Stadsdelen in de gemeente Kopenhagen 2007-heden:
A: Indre By
B: Østerbro
C: Nørrebro
D: Bispebjerg
E: Brønshøj-Husum
F: Vanløse
G: Valby
H: Vesterbro/Kongens Enghave
I: Amager Vest
J: Amager Øst

Vesterbro/Kongens Enghave is een stadsdeel van de Deense gemeente Kopenhagen. Het district heeft een oppervlakte van 8,22 km² en een bevolking van 57.150 inwoners (2011). Het district is gelegen in het zuidwesten van Kopenhagen.

## Geschiedenis
Sinds de hervorming van de stad in 2006–2008 is Kopenhagen officieel verdeeld in tien districten of stadsdelen (bydele): Indre By, Østerbro, Nørrebro, Vesterbro/Kongens Enghave, Valby, Vanløse, Brønshøj-Husum, Bispebjerg, Amager Øst en Amager Vest.
Vesterbro/Kongens Enghave werd op 1 januari 2007 opgericht als een administratief district door samenvoeging van de twee districten Vesterbro en Kongens Enghave. De twee voormalige wijken hebben nog steeds hun lokale bestuurscomités.
In het district bevinden zich volgende gebieden:
In Vesterbro
- Rådhuspladsen
- Kødbyen
- Hvide Hest-kvarteret
- Carlsberg Byen
- Humleby

In Kongens Enghave
- Enghave Brygge
- Havneholmen
- Sluseholmen
- Sydhavnen
- Teglholmen

Amager Øst · Amager Vest · Bispebjerg · Brønshøj-Husum · Indre By · Nørrebro · Valby · Vanløse · Østerbro · Vesterbro/Kongens Enghave